# Arrondissement di Boulogne-Billancourt
L'arrondissement di Boulogne-Billancourt /buˈlɔɲ(ə) bilɑ̃ˈkuʁ/ è una suddivisione amministrativa francese, situata nel dipartimento degli Hauts-de-Seine e nella regione della Île-de-France.

## Composizione
L'arrondissement di Boulogne-Billancourt raggruppa 9 comuni in 9 cantoni:
- cantone di Boulogne-Billancourt-Nord-Est
- cantone di Boulogne-Billancourt-Nord-Ovest
- cantone di Boulogne-Billancourt-Sud
- cantone di Chaville
- cantone di Issy-les-Moulineaux-Est
- cantone di Issy-les-Moulineaux-Ovest
- cantone di Meudon
- cantone di Saint-Cloud
- cantone di Sèvres